# Prawo umieralności de Moivre’a
Prawo umieralności de Moivre’a – teoretyczny model umieralności w populacji stworzony w 1725 r. na potrzeby nauk aktuarialnych przez Abrahama de Moivre. Zgodnie z tym modelem istnieje nieprzekraczalny wiek graniczny {\displaystyle \omega .} Założył również, że dalsze trwanie życia {\displaystyle x}-latka ma rozkład jednostajny na przedziale {\displaystyle (0,\omega -x).} Natężenie wymierania w takim modelu wyraża się wzorem
{\displaystyle \mu _{x+t}={\frac {1}{\omega -x-t}},\quad t\in (0,\omega -x).}
O hipotetycznej populacji, w której umieralność spełnia powyższe równanie mówi się, że rządzi nią prawo umieralności de Moivre’a.